# Campeonato de Primera División 2023 (Argentina)
El Campeonato de Primera División 2023, llamado «Torneo Binance 2023» por motivos de patrocinio, también conocido como Liga Profesional 2023, fue la nonagésima cuarta temporada y el centésimo trigésimo octavo torneo de la era profesional de la Primera División del fútbol argentino, y el tercero organizado por la Liga Profesional, órgano interno de la Asociación del Fútbol Argentino. 
Los nuevos participantes fueron los dos equipos ascendidos de la Primera Nacional 2022: el campeón, Belgrano, que regresó tras su última participación en la temporada 2018-19, e Instituto, ganador del torneo reducido por el segundo ascenso, que formó parte de la categoría después de haberlo hecho por última vez en la temporada 2005-06.
Comenzó el 27 de enero y finalizó el 30 de julio. El cronograma de partidos se sorteó el 3 de noviembre de 2022.
Consagró campeón al Club Atlético River Plate, que obtuvo su trigésimo octavo título, con la dirección técnica de Martín Demichelis. Clasificó, así, a la Copa Libertadores 2024 y disputó la Supercopa Argentina 2023 ante el campeón de la Copa Argentina 2023 y el Trofeo de Campeones 2023 ante el campeón de la Copa de la Liga Profesional 2023.

## Ascensos y descensos
| Pos.      | Equipos ascendidos de la Primera Nacional 2022 |
| --------- | ---------------------------------------------- |
| Campeón   | Belgrano                                       |
| Gan. red. | Instituto                                      |

| Prom. | Equipos descendidos en la temporada 2022 |
| ----- | ---------------------------------------- |
| 27.º  | Patronato                                |
| 28.º  | Aldosivi                                 |

## Equipos participantes
| Equipo             | Ciudad                | Estadio                                         | Capacidad     |
| ------------------ | --------------------- | ----------------------------------------------- | ------------- |
| Argentinos Juniors | Buenos Aires          | Diego Armando Maradona                          | 24 000        |
| Arsenal            | Sarandí               | Julio Humberto Grondona                         | 16 300        |
| Atlético Tucumán   | San Miguel de Tucumán | Monumental José Fierro                          | 35 200        |
| Banfield           | Banfield              | Florencio Sola                                  | 34 900        |
| Barracas Central   | Buenos Aires          | Claudio Chiqui Tapia                            | 4400          |
| Belgrano           | Córdoba               | Julio César Villagra Mario Alberto Kempes       | 34 830 57 000 |
| Boca Juniors       | Buenos Aires          | Alberto J. Armando                              | 54 000        |
| Central Córdoba    | Santiago del Estero   | Alfredo Terrera Único Madre de Ciudades         | 21 500 30 000 |
| Colón              | Santa Fe              | Brigadier General Estanislao López              | 40 000        |
| Defensa y Justicia | Gobernador Costa      | Norberto Tomaghello                             | 20 000        |
| Estudiantes        | La Plata              | Jorge Luis Hirschi                              | 32 530        |
| Gimnasia y Esgrima | La Plata              | Juan Carmelo Zerillo                            | 21 500        |
| Godoy Cruz         | Godoy Cruz            | Malvinas Argentinas Víctor Antonio Legrotaglie  | 42 500 14 000 |
| Huracán            | Buenos Aires          | Tomás Adolfo Ducó                               | 48 314        |
| Independiente      | Avellaneda            | Libertadores de América-Ricardo Enrique Bochini | 49 592        |
| Instituto          | Córdoba               | Juan Domingo Perón Mario Alberto Kempes         | 26 000 57 000 |
| Lanús              | Lanús Este            | Ciudad de Lanús-Néstor Díaz Pérez               | 47 027        |
| Newell's Old Boys  | Rosario               | Marcelo Bielsa                                  | 42 000        |
| Platense           | Florida               | Ciudad de Vicente López                         | 34 530        |
| Racing Club        | Avellaneda            | Presidente Perón                                | 51 000        |
| River Plate        | Buenos Aires          | Monumental                                      | 83 214        |
| Rosario Central    | Rosario               | Gigante de Arroyito                             | 41 465        |
| San Lorenzo        | Buenos Aires          | Pedro Bidegain                                  | 47 964        |
| Sarmiento          | Junín                 | Eva Perón                                       | 23 000        |
| Talleres           | Córdoba               | Mario Alberto Kempes                            | 57 000        |
| Tigre              | Victoria              | José Dellagiovanna                              | 26 282        |
| Unión              | Santa Fe              | 15 de abril                                     | 30 000        |
| Vélez Sarsfield    | Buenos Aires          | José Amalfitani                                 | 49 540        |

### Distribución geográfica de los equipos
| Jurisdicción                             | Cant. | Equipos                                                                                                 |
| ---------------------------------------- | ----- | --- |
| Conurbano bonaerense                     | 8     | Arsenal, Banfield, Defensa y Justicia, Independiente, Lanús, Platense, Racing Club y Tigre              |
| Ciudad de Buenos Aires                   | 7     | Argentinos Juniors, Barracas Central, Boca Juniors, Huracán, River Plate, San Lorenzo y Vélez Sarsfield |
| Provincia de Santa Fe                    | 4     | Colón, Newell's Old Boys, Rosario Central y Unión                                                       |
| Provincia de Córdoba                     | 3     | Belgrano, Instituto y Talleres                                                                          |
| Ciudad de La Plata                       | 2     | Estudiantes y Gimnasia y Esgrima                                                                        |
| Interior de la provincia de Buenos Aires | 1     | Sarmiento (J)                                                                                           |
| Provincia de Mendoza                     | 1     | Godoy Cruz                                                                                              |
| Provincia de Santiago del Estero         | 1     | Central Córdoba                                                                                         |
| Provincia de Tucumán                     | 1     | Atlético Tucumán                                                                                        |

## Formato
El certamen se desarrolló en una sola rueda de todos contra todos.

## Tabla de posiciones final
| Pos. | Equipo                  | Pts. | PJ | PG | PE | PP | GF | GC | Dif. |
| ---- | ----------------------- | ---- | -- | -- | -- | -- | -- | -- | ---- |
| 1.º  | River Plate             | 61   | 27 | 19 | 4  | 4  | 50 | 20 | 30   |
| 2.º  | Talleres (C)            | 50   | 27 | 14 | 8  | 5  | 42 | 23 | 19   |
| 3.º  | San Lorenzo             | 46   | 27 | 12 | 10 | 5  | 23 | 13 | 10   |
| 4.º  | Lanús                   | 45   | 27 | 12 | 9  | 6  | 38 | 27 | 11   |
| 5.º  | Estudiantes (LP)        | 45   | 27 | 12 | 9  | 6  | 35 | 24 | 11   |
| 6.º  | Defensa y Justicia      | 44   | 27 | 12 | 8  | 7  | 36 | 23 | 13   |
| 7.º  | Boca Juniors            | 44   | 27 | 13 | 5  | 9  | 33 | 24 | 9    |
| 8.º  | Rosario Central         | 42   | 27 | 10 | 12 | 5  | 36 | 29 | 7    |
| 9.º  | Godoy Cruz              | 41   | 27 | 11 | 8  | 8  | 37 | 32 | 5    |
| 10.º | Argentinos Juniors      | 40   | 27 | 11 | 7  | 9  | 31 | 22 | 9    |
| 11.º | Atlético Tucumán        | 37   | 27 | 9  | 10 | 8  | 25 | 27 | −2   |
| 12.º | Racing Club             | 36   | 27 | 9  | 9  | 9  | 36 | 35 | 1    |
| 13.º | Belgrano                | 36   | 27 | 10 | 6  | 11 | 20 | 26 | −6   |
| 14.º | Newell's Old Boys       | 35   | 27 | 8  | 11 | 8  | 24 | 24 | 0    |
| 15.º | Barracas Central        | 35   | 27 | 8  | 11 | 8  | 25 | 30 | −5   |
| 16.º | Tigre                   | 34   | 27 | 9  | 7  | 11 | 27 | 29 | −2   |
| 17.º | Platense                | 34   | 27 | 9  | 7  | 11 | 26 | 29 | −3   |
| 18.º | Instituto               | 32   | 27 | 8  | 8  | 11 | 24 | 35 | −11  |
| 19.º | Sarmiento (J)           | 30   | 27 | 7  | 9  | 11 | 23 | 26 | −3   |
| 20.º | Unión (SF)              | 30   | 27 | 6  | 12 | 9  | 19 | 25 | −6   |
| 21.º | Banfield                | 30   | 27 | 7  | 9  | 11 | 21 | 32 | −11  |
| 22.º | Gimnasia y Esgrima (LP) | 30   | 27 | 7  | 9  | 11 | 24 | 38 | −14  |
| 23.º | Central Córdoba (SdE)   | 29   | 27 | 7  | 8  | 12 | 20 | 30 | −10  |
| 24.º | Independiente           | 28   | 27 | 6  | 10 | 11 | 23 | 32 | −9   |
| 25.º | Vélez Sarsfield         | 27   | 27 | 5  | 12 | 10 | 24 | 27 | −3   |
| 26.º | Huracán                 | 25   | 27 | 6  | 7  | 14 | 18 | 29 | −11  |
| 27.º | Colón                   | 25   | 27 | 4  | 13 | 10 | 20 | 33 | −13  |
| 28.º | Arsenal                 | 22   | 27 | 6  | 4  | 17 | 18 | 34 | −16  |

|  | Campeón, clasificó a la Copa Libertadores 2024. |

|  |

### Evolución de las posiciones
| Equipo / Fecha          | 1    | 2    | 3    | 4    | 5    | 6    | 7    | 8    | 9    | 10   | 11   | 12   | 13   | 14   | 15   | 16   | 17   | 18   | 19   | 20   | 21   | 22   | 23   | 24   | 25   | 26   | 27   |
| ----------------------- | ---- | ---- | ---- | ---- | ---- | ---- | ---- | ---- | ---- | ---- | ---- | ---- | ---- | ---- | ---- | ---- | ---- | ---- | ---- | ---- | ---- | ---- | ---- | ---- | ---- | ---- | ---- |
| Argentinos Juniors      | 21.º | 18.º | 19.º | 11.º | 15.º | 12.º | 13.º | 13.º | 7.º  | 13.º | 9.º  | 8.º  | 11.º | 11.º | 11.º | 9.º  | 11.º | 13.º | 12.º | 9.º  | 9.º  | 10.º | 10.º | 11.º | 10.º | 9.º  | 10.º |
| Arsenal                 | 21.º | 21.º | 23.º | 27.º | 23.º | 26.º | 26.º | 22.º | 24.º | 26.º | 27.º | 27.º | 26.º | 27.º | 27.º | 27.º | 27.º | 28.º | 28.º | 28.º | 28.º | 28.º | 28.º | 28.º | 28.º | 28.º | 28.º |
| Atlético Tucumán        | 21.º | 27.º | 25.º | 24.º | 28.º | 25.º | 25.º | 27.º | 25.º | 27.º | 26.º | 26.º | 24.º | 24.º | 26.º | 26.º | 25.º | 25.º | 24.º | 23.º | 24.º | 23.º | 19.º | 16.º | 16.º | 15.º | 11.º |
| Banfield                | 13.º | 19.º | 20.º | 24.º | 25.º | 28.º | 24.º | 18.º | 23.º | 22.º | 24.º | 22.º | 21.º | 21.º | 24.º | 25.º | 26.º | 26.º | 26.º | 27.º | 27.º | 26.º | 26.º | 26.º | 25.º | 21.º | 21.º |
| Barracas Central        | 21.º | 11.º | 13.º | 18.º | 12.º | 18.º | 17.º | 17.º | 22.º | 25.º | 21.º | 21.º | 25.º | 25.º | 19.º | 19.º | 18.º | 16.º | 18.º | 19.º | 20.º | 16.º | 14.º | 15.º | 13.º | 12.º | 15.º |
| Belgrano                | 13.º | 9.º  | 4.º  | 10.º | 14.º | 9.º  | 10.º | 15.º | 16.º | 10.º | 7.º  | 6.º  | 4.º  | 6.º  | 6.º  | 7.º  | 8.º  | 8.º  | 7.º  | 8.º  | 7.º  | 8.º  | 9.º  | 10.º | 11.º | 13.º | 13.º |
| Boca Juniors            | 6.º  | 10.º | 17.º | 7.º  | 6.º  | 7.º  | 8.º  | 14.º | 8.º  | 12.º | 18.º | 19.º | 17.º | 13.º | 14.º | 13.º | 10.º | 9.º  | 10.º | 11.º | 14.º | 11.º | 11.º | 9.º  | 8.º  | 8.º  | 7.º  |
| Central Córdoba (SdE)   | 28.º | 24.º | 26.º | 28.º | 24.º | 24.º | 19.º | 25.º | 19.º | 15.º | 16.º | 18.º | 19.º | 15.º | 16.º | 18.º | 19.º | 19.º | 15.º | 17.º | 18.º | 18.º | 16.º | 17.º | 18.º | 20.º | 23.º |
| Colón                   | 19.º | 26.º | 28.º | 26.º | 27.º | 27.º | 28.º | 28.º | 28.º | 23.º | 23.º | 23.º | 20.º | 23.º | 18.º | 23.º | 20.º | 20.º | 21.º | 18.º | 19.º | 22.º | 24.º | 24.º | 26.º | 26.º | 27.º |
| Defensa y Justicia      | 26.º | 15.º | 7.º  | 4.º  | 1.º  | 1.º  | 3.º  | 3.º  | 6.º  | 8.º  | 5.º  | 5.º  | 3.º  | 3.º  | 3.º  | 4.º  | 5.º  | 8.º  | 7.º  | 7.º  | 8.º  | 6.º  | 5.º  | 5.º  | 5.º  | 4.º  | 6.º  |
| Estudiantes (LP)        | 19.º | 19.º | 24.º | 20.º | 19.º | 23.º | 20.º | 23.º | 17.º | 14.º | 14.º | 10.º | 8.º  | 5.º  | 5.º  | 5.º  | 4.º  | 4.º  | 4.º  | 4.º  | 5.º  | 5.º  | 6.º  | 6.º  | 7.º  | 5.º  | 5.º  |
| Gimnasia y Esgrima (LP) | 27.º | 28.º | 27.º | 20.º | 22.º | 22.º | 27.º | 24.º | 26.º | 21.º | 22.º | 24.º | 22.º | 22.º | 17.º | 15.º | 15.º | 17.º | 19.º | 16.º | 16.º | 17.º | 18.º | 20.º | 22.º | 22.º | 22.º |
| Godoy Cruz              | 6.º  | 3.º  | 9.º  | 12.º | 16.º | 13.º | 15.º | 12.º | 15.º | 17.º | 13.º | 13.º | 9.º  | 9.º  | 9.º  | 10.º | 9.º  | 11.º | 9.º  | 10.º | 10.º | 9.º  | 7.º  | 8.º  | 9.º  | 10.º | 9.º  |
| Huracán                 | 1.º  | 1.º  | 2.º  | 2.º  | 5.º  | 3.º  | 6.º  | 11.º | 14.º | 19.º | 20.º | 20.º | 23.º | 20.º | 23.º | 24.º | 21.º | 24.º | 25.º | 26.º | 25.º | 27.º | 27.º | 27.º | 27.º | 27.º | 26.º |
| Independiente           | 6.º  | 16.º | 17.º | 22.º | 20.º | 20.º | 22.º | 20.º | 21.º | 23.º | 25.º | 25.º | 27.º | 26.º | 25.º | 22.º | 24.º | 23.º | 23.º | 22.º | 23.º | 21.º | 21.º | 23.º | 20.º | 23.º | 24.º |
| Instituto               | 13.º | 4.º  | 10.º | 16.º | 11.º | 11.º | 12.º | 9.º  | 13.º | 16.º | 12.º | 14.º | 15.º | 17.º | 21.º | 17.º | 17.º | 18.º | 20.º | 21.º | 22.º | 20.º | 20.º | 21.º | 19.º | 17.º | 18.º |
| Lanús                   | 4.º  | 2.º  | 1.º  | 1.º  | 3.º  | 5.º  | 5.º  | 5.º  | 9.º  | 5.º  | 6.º  | 7.º  | 6.º  | 8.º  | 8.º  | 8.º  | 7.º  | 7.º  | 6.º  | 5.º  | 4.º  | 4.º  | 4.º  | 4.º  | 4.º  | 6.º  | 4.º  |
| Newell's Old Boys       | 11.º | 7.º  | 16.º | 7.º  | 13.º | 8.º  | 9.º  | 6.º  | 10.º | 9.º  | 8.º  | 11.º | 13.º | 12.º | 12.º | 11.º | 13.º | 10.º | 11.º | 12.º | 11.º | 12.º | 13.º | 12.º | 12.º | 14.º | 14.º |
| Platense                | 11.º | 5.º  | 12.º | 17.º | 21.º | 21.º | 23.º | 16.º | 12.º | 7.º  | 11.º | 12.º | 14.º | 16.º | 20.º | 16.º | 16.º | 14.º | 13.º | 13.º | 12.º | 14.º | 15.º | 14.º | 15.º | 16.º | 17.º |
| Racing Club             | 13.º | 22.º | 20.º | 13.º | 9.º  | 16.º | 7.º  | 4.º  | 3.º  | 6.º  | 10.º | 9.º  | 12.º | 14.º | 15.º | 20.º | 22.º | 21.º | 17.º | 14.º | 15.º | 13.º | 12.º | 13.º | 14.º | 11.º | 12.º |
| River Plate             | 3.º  | 12.º | 5.º  | 5.º  | 8.º  | 6.º  | 2.º  | 1.º  | 1.º  | 1.º  | 1.º  | 1.º  | 1.º  | 1.º  | 1.º  | 1.º  | 1.º  | 1.º  | 1.º  | 1.º  | 1.º  | 1.º  | 1.º  | 1.º  | 1.º  | 1.º  | 1.º  |
| Rosario Central         | 6.º  | 7.º  | 3.º  | 9.º  | 7.º  | 10.º | 11.º | 7.º  | 4.º  | 4.º  | 3.º  | 3.º  | 5.º  | 7.º  | 7.º  | 6.º  | 5.º  | 6.º  | 5.º  | 5.º  | 6.º  | 7.º  | 8.º  | 7.º  | 6.º  | 7.º  | 8.º  |
| San Lorenzo             | 6.º  | 16.º | 8.º  | 6.º  | 4.º  | 2.º  | 1.º  | 2.º  | 2.º  | 2.º  | 2.º  | 2.º  | 2.º  | 2.º  | 2.º  | 2.º  | 2.º  | 2.º  | 3.º  | 3.º  | 3.º  | 3.º  | 3.º  | 3.º  | 3.º  | 3.º  | 3.º  |
| Sarmiento (J)           | 13.º | 23.º | 15.º | 19.º | 18.º | 14.º | 16.º | 19.º | 20.º | 18.º | 19.º | 17.º | 18.º | 19.º | 13.º | 12.º | 12.º | 12.º | 14.º | 15.º | 13.º | 15.º | 17.º | 18.º | 17.º | 19.º | 19.º |
| Talleres (C)            | 21.º | 14.º | 6.º  | 3.º  | 2.º  | 3.º  | 4.º  | 8.º  | 5.º  | 3.º  | 4.º  | 4.º  | 7.º  | 4.º  | 4.º  | 4.º  | 3.º  | 3.º  | 2.º  | 2.º  | 2.º  | 2.º  | 2.º  | 2.º  | 2.º  | 2.º  | 2.º  |
| Tigre                   | 4.º  | 5.º  | 11.º | 15.º | 10.º | 15.º | 17.º | 21.º | 18.º | 20.º | 15.º | 15.º | 10.º | 10.º | 10.º | 14.º | 14.º | 15.º | 16.º | 20.º | 17.º | 19.º | 22.º | 19.º | 21.º | 18.º | 16.º |
| Unión                   | 13.º | 24.º | 22.º | 23.º | 25.º | 19.º | 21.º | 26.º | 27.º | 28.º | 28.º | 28.º | 28.º | 28.º | 28.º | 28.º | 28.º | 27.º | 26.º | 24.º | 21.º | 24.º | 25.º | 25.º | 24.º | 25.º | 20.º |
| Vélez Sarsfield         | 2.º  | 12.º | 14.º | 14.º | 17.º | 16.º | 14.º | 10.º | 11.º | 11.º | 17.º | 16.º | 16.º | 18.º | 22.º | 21.º | 23.º | 22.º | 22.º | 25.º | 26.º | 25.º | 23.º | 22.º | 23.º | 24.º | 25.º |

| 1. 2. 3. |

## Resultados
| Fecha 1               | Fecha 1   | Fecha 1                 | Fecha 1                    | Fecha 1     | Fecha 1 |
| Local                 | Resultado | Visitante               | Estadio                    | Fecha       | Hora    |
| --------------------- | --------- | ----------------------- | -------------------------- | ----------- | ------- |
| Rosario Central       | 1 - 0     | Argentinos Juniors      | Gigante de Arroyito        | 27 de enero | 19:15   |
| Defensa y Justicia    | 2 - 4     | Huracán                 | Norberto Tomaghello        | 27 de enero | 21:30   |
| San Lorenzo           | 1 - 0     | Arsenal                 | Nuevo Gasómetro            | 28 de enero | 17:00   |
| Estudiantes (LP)      | 1 - 2     | Tigre                   | UNO                        | 28 de enero | 19:15   |
| Talleres (C)          | 0 - 1     | Independiente           | Mario Alberto Kempes       | 28 de enero | 19:15   |
| Central Córdoba (SdE) | 0 - 2     | River Plate             | Único Madre de Ciudades    | 28 de enero | 21:30   |
| Platense              | 2 - 2     | Newell's Old Boys       | Ciudad de Vicente López    | 29 de enero | 17:00   |
| Racing Club           | 0 - 0     | Belgrano                | El Cilindro                | 29 de enero | 19:15   |
| Colón                 | 1 - 2     | Lanús                   | Brigadier Estanislao López | 29 de enero | 19:15   |
| Instituto             | 0 - 0     | Sarmiento (J)           | Juan Domingo Perón         | 29 de enero | 19:15   |
| Boca Juniors          | 1 - 0     | Atlético Tucumán        | La Bombonera               | 29 de enero | 21:30   |
| Barracas Central      | 0 - 1     | Godoy Cruz              | Claudio Chiqui Tapia       | 30 de enero | 17:00   |
| Banfield              | 0 - 0     | Unión                   | Florencio Sola             | 30 de enero | 20:00   |
| Vélez Sarsfield       | 3 - 1     | Gimnasia y Esgrima (LP) | José Amalfitani            | 30 de enero | 20:00   |

| Fecha 2                 | Fecha 2   | Fecha 2               | Fecha 2                | Fecha 2      | Fecha 2 |
| Local                   | Resultado | Visitante             | Estadio                | Fecha        | Hora    |
| ----------------------- | --------- | --------------------- | ---------------------- | ------------ | ------- |
| Newell's Old Boys       | 1 - 0     | Vélez Sarsfield       | Coloso del Parque      | 3 de febrero | 20:00   |
| Tigre                   | 2 - 2     | Rosario Central       | Monumental de Victoria | 3 de febrero | 20:00   |
| Arsenal                 | 1 - 1     | Estudiantes (LP)      | El Viaducto            | 4 de febrero | 17:00   |
| Sarmiento (J)           | 3 - 5     | Barracas Central      | Eva Perón              | 4 de febrero | 17:00   |
| Belgrano                | 2 - 1     | River Plate           | Mario Alberto Kempes   | 4 de febrero | 19:15   |
| Lanús                   | 2 - 1     | San Lorenzo           | Ciudad de Lanús        | 4 de febrero | 21:30   |
| Argentinos Juniors      | 1 - 0     | Racing Club           | Diego Armando Maradona | 4 de febrero | 21:30   |
| Independiente           | 1 - 2     | Platense              | Ricardo Bochini        | 5 de febrero | 17:00   |
| Boca Juniors            | 0 - 0     | Central Córdoba (SdE) | La Bombonera           | 5 de febrero | 19:15   |
| Atlético Tucumán        | 0 - 2     | Talleres (C)          | Monumental José Fierro | 5 de febrero | 21:30   |
| Unión                   | 0 - 2     | Instituto             | 15 de abril            | 5 de febrero | 21:30   |
| Godoy Cruz              | 1 - 0     | Colón                 | Malvinas Argentinas    | 5 de febrero | 21:30   |
| Gimnasia y Esgrima (LP) | 0 - 2     | Defensa y Justicia    | Juan Carmelo Zerrillo  | 6 de febrero | 18:00   |
| Huracán                 | 3 - 2     | Banfield              | Tomás Adolfo Ducó      | 6 de febrero | 21:30   |

| Fecha 3               | Fecha 3   | Fecha 3                 | Fecha 3                    | Fecha 3       | Fecha 3 |
| Local                 | Resultado | Visitante               | Estadio                    | Fecha         | Hora    |
| --------------------- | --------- | ----------------------- | -------------------------- | ------------- | ------- |
| Colón                 | 0 - 2     | Sarmiento (J)           | Brigadier Estanislao López | 10 de febrero | 21:30   |
| Central Córdoba (SdE) | 0 - 1     | Belgrano                | Único Madre de Ciudades    | 10 de febrero | 21:30   |
| Defensa y Justicia    | 1 - 0     | Newell's Old Boys       | Norberto Tomaghello        | 11 de febrero | 17:00   |
| San Lorenzo           | 1 - 0     | Godoy Cruz              | Nuevo Gasómetro            | 11 de febrero | 17:00   |
| Platense              | 1 - 1     | Atlético Tucumán        | Ciudad de Vicente López    | 11 de febrero | 19:15   |
| Talleres (C)          | 2 - 1     | Boca Juniors            | Mario Alberto Kempes       | 11 de febrero | 21:30   |
| Vélez Sarsfield       | 0 - 0     | Independiente           | José Amalfitani            | 11 de febrero | 21:30   |
| Banfield              | 0 - 0     | Gimnasia y Esgrima (LP) | Florencio Sola             | 12 de febrero | 17:00   |
| Rosario Central       | 2 - 1     | Arsenal                 | Gigante de Arroyito        | 12 de febrero | 17:00   |
| River Plate           | 2 - 1     | Argentinos Juniors      | Monumental                 | 12 de febrero | 19:15   |
| Instituto             | 0 - 0     | Huracán                 | Juan Domingo Perón         | 12 de febrero | 21:30   |
| Racing Club           | 2 - 2     | Tigre                   | El Cilindro                | 12 de febrero | 21:30   |
| Barracas Central      | 1 - 1     | Unión                   | Claudio Chiqui Tapia       | 13 de febrero | 17:00   |
| Estudiantes (LP)      | 0 - 2     | Lanús                   | UNO                        | 13 de febrero | 20:00   |

| Fecha 4                 | Fecha 4   | Fecha 4               | Fecha 4                | Fecha 4       | Fecha 4 |
| Local                   | Resultado | Visitante             | Estadio                | Fecha         | Hora    |
| ----------------------- | --------- | --------------------- | ---------------------- | ------------- | ------- |
| Gimnasia y Esgrima (LP) | 2 - 0     | Instituto             | Juan Carmelo Zerrillo  | 17 de febrero | 18:00   |
| Arsenal                 | 0 - 3     | Racing Club           | El Viaducto            | 17 de febrero | 21:30   |
| Huracán                 | 2 - 0     | Barracas Central      | Tomás Adolfo Ducó      | 17 de febrero | 21:30   |
| Lanús                   | 3 - 0     | Rosario Central       | Ciudad de Lanús        | 18 de febrero | 17:00   |
| Tigre                   | 0 - 1     | River Plate           | Monumental de Victoria | 18 de febrero | 18:00   |
| Argentinos Juniors      | 3 - 0     | Belgrano              | Diego Armando Maradona | 18 de febrero | 19:15   |
| Godoy Cruz              | 0 - 1     | Estudiantes (LP)      | Malvinas Argentinas    | 18 de febrero | 19:15   |
| Newell's Old Boys       | 2 - 0     | Banfield              | Coloso del Parque      | 18 de febrero | 21:00   |
| Unión                   | 1 - 1     | Colón                 | 15 de abril            | 19 de febrero | 17:00   |
| Boca Juniors            | 3 - 1     | Platense              | La Bombonera           | 19 de febrero | 19:15   |
| Independiente           | 0 - 2     | Defensa y Justicia    | Ricardo Bochini        | 19 de febrero | 21:30   |
| Talleres (C)            | 2 - 0     | Central Córdoba (SdE) | Mario Alberto Kempes   | 19 de febrero | 21:30   |
| Sarmiento (J)           | 0 - 1     | San Lorenzo           | Eva Perón              | 20 de febrero | 19:15   |
| Atlético Tucumán        | 1 - 1     | Vélez Sarsfield       | Monumental José Fierro | 20 de febrero | 21:30   |

| Fecha 5               | Fecha 5   | Fecha 5                 | Fecha 5                    | Fecha 5       | Fecha 5 |
| Local                 | Resultado | Visitante               | Estadio                    | Fecha         | Hora    |
| --------------------- | --------- | ----------------------- | -------------------------- | ------------- | ------- |
| Belgrano              | 0 - 2     | Tigre                   | Mario Alberto Kempes       | 24 de febrero | 21:00   |
| Rosario Central       | 1 - 0     | Godoy Cruz              | Gigante de Arroyito        | 24 de febrero | 21:00   |
| San Lorenzo           | 1 - 0     | Unión                   | Nuevo Gasómetro            | 25 de febrero | 17:00   |
| Estudiantes (LP)      | 1 - 1     | Sarmiento (J)           | Jorge Luis Hirschi         | 25 de febrero | 19:15   |
| Platense              | 2 - 4     | Talleres (C)            | Ciudad de Vicente López    | 25 de febrero | 19:15   |
| Vélez Sarsfield       | 1 - 2     | Boca Juniors            | José Amalfitani            | 25 de febrero | 21:30   |
| Colón                 | 1 - 1     | Huracán                 | Brigadier Estanislao López | 26 de febrero | 17:00   |
| Defensa y Justicia    | 3 - 0     | Atlético Tucumán        | Norberto Tomaghello        | 26 de febrero | 17:00   |
| River Plate           | 1 - 2     | Arsenal                 | Monumental                 | 26 de febrero | 19:15   |
| Banfield              | 0 - 0     | Independiente           | Florencio Sola             | 26 de febrero | 21:30   |
| Instituto             | 3 - 1     | Newell's Old Boys       | Juan Domingo Perón         | 26 de febrero | 21:30   |
| Barracas Central      | 1 - 0     | Gimnasia y Esgrima (LP) | Claudio Chiqui Tapia       | 27 de febrero | 17:00   |
| Racing Club           | 2 - 1     | Lanús                   | El Cilindro                | 27 de febrero | 19:15   |
| Central Córdoba (SdE) | 1 - 0     | Argentinos Juniors      | Único Madre de Ciudades    | 27 de febrero | 21:30   |

| Fecha 6                 | Fecha 6   | Fecha 6               | Fecha 6                 | Fecha 6    | Fecha 6 |
| Local                   | Resultado | Visitante             | Estadio                 | Fecha      | Hora    |
| ----------------------- | --------- | --------------------- | ----------------------- | ---------- | ------- |
| Sarmiento (J)           | 4 - 1     | Rosario Central       | Eva Perón               | 3 de marzo | 20:00   |
| Unión                   | 2 - 0     | Estudiantes (LP)      | 15 de abril             | 3 de marzo | 20:00   |
| Gimnasia y Esgrima (LP) | 0 - 0     | Colón                 | Juan Carmelo Zerrillo   | 4 de marzo | 17:00   |
| Platense                | 1 - 1     | Central Córdoba (SdE) | Ciudad de Vicente López | 4 de marzo | 17:00   |
| Lanús                   | 0 - 2     | River Plate           | Ciudad de Lanús         | 4 de marzo | 19:15   |
| Atlético Tucumán        | 1 - 0     | Banfield              | Monumental José Fierro  | 4 de marzo | 21:30   |
| Newell's Old Boys       | 1 - 0     | Barracas Central      | Marcelo Bielsa          | 4 de marzo | 21:30   |
| Independiente           | 2 - 2     | Instituto             | Ricardo Bochini         | 5 de marzo | 17:00   |
| Huracán                 | 1 - 1     | San Lorenzo           | Tomás Adolfo Ducó       | 5 de marzo | 19:15   |
| Talleres (C)            | 1 - 2     | Vélez Sarsfield       | Mario Alberto Kempes    | 5 de marzo | 21:30   |
| Tigre                   | 0 - 1     | Argentinos Juniors    | Monumental de Victoria  | 5 de marzo | 21:30   |
| Arsenal                 | 0 - 1     | Belgrano              | El Viaducto             | 6 de marzo | 17:00   |
| Godoy Cruz              | 2 - 0     | Racing Club           | Malvinas Argentinas     | 6 de marzo | 17:00   |
| Boca Juniors            | 0 - 0     | Defensa y Justicia    | La Bombonera            | 6 de marzo | 21:00   |

| Fecha 7               | Fecha 7   | Fecha 7                 | Fecha 7                    | Fecha 7     | Fecha 7 |
| Local                 | Resultado | Visitante               | Estadio                    | Fecha       | Hora    |
| --------------------- | --------- | ----------------------- | -------------------------- | ----------- | ------- |
| Barracas Central      | 1 - 1     | Independiente           | Claudio Chiqui Tapia       | 10 de marzo | 17:00   |
| Argentinos Juniors    | 1 - 1     | Arsenal                 | Diego Armando Maradona     | 10 de marzo | 21:00   |
| Instituto             | 1 - 1     | Atlético Tucumán        | Juan Domingo Perón         | 10 de marzo | 21:00   |
| San Lorenzo           | 4 - 0     | Gimnasia y Esgrima (LP) | Nuevo Gasómetro            | 11 de marzo | 17:00   |
| Defensa y Justicia    | 1 - 1     | Talleres (C)            | Norberto Tomaghello        | 11 de marzo | 19:15   |
| Belgrano              | 0 - 0     | Lanús                   | Mario Alberto Kempes       | 11 de marzo | 21:30   |
| Central Córdoba (SdE) | 2 - 0     | Tigre                   | Único Madre de Ciudades    | 11 de marzo | 21:30   |
| Racing Club           | 1 - 0     | Sarmiento (J)           | El Cilindro                | 12 de marzo | 17:00   |
| Estudiantes (LP)      | 2 - 1     | Huracán                 | Jorge Luis Hirschi         | 12 de marzo | 19:15   |
| River Plate           | 3 - 0     | Godoy Cruz              | Monumental                 | 12 de marzo | 19:15   |
| Banfield              | 1 - 0     | Boca Juniors            | Florencio Sola             | 12 de marzo | 21:30   |
| Rosario Central       | 1 - 1     | Unión                   | Gigante de Arroyito        | 12 de marzo | 21:30   |
| Vélez Sarsfield       | 1 - 1     | Platense                | José Amalfitani            | 13 de marzo | 21:00   |
| Colón                 | 1 - 1     | Newell's Old Boys       | Brigadier Estanislao López | 13 de marzo | 21:00   |

| Fecha 8                 | Fecha 8   | Fecha 8               | Fecha 8                 | Fecha 8     | Fecha 8 |
| Local                   | Resultado | Visitante             | Estadio                 | Fecha       | Hora    |
| ----------------------- | --------- | --------------------- | ----------------------- | ----------- | ------- |
| Unión                   | 1 - 3     | Racing Club           | 15 de abril             | 17 de marzo | 21:00   |
| Arsenal                 | 2 - 0     | Tigre                 | El Viaducto             | 18 de marzo | 16:30   |
| Platense                | 1 - 0     | Defensa y Justicia    | Ciudad de Vicente López | 18 de marzo | 19:00   |
| Independiente           | 2 - 2     | Colón                 | Ricardo Bochini         | 18 de marzo | 19:00   |
| Godoy Cruz              | 3 - 1     | Belgrano              | Malvinas Argentinas     | 18 de marzo | 21:30   |
| Atlético Tucumán        | 1 - 1     | Barracas Central      | Monumental José Fierro  | 18 de marzo | 21:30   |
| Gimnasia y Esgrima (LP) | 2 - 1     | Estudiantes (LP)      | Juan Carmelo Zerrillo   | 19 de marzo | 16:30   |
| Boca Juniors            | 2 - 3     | Instituto             | La Bombonera            | 19 de marzo | 19:00   |
| Sarmiento (J)           | 0 - 2     | River Plate           | Eva Perón               | 19 de marzo | 21:30   |
| Talleres (C)            | 0 - 1     | Banfield              | Mario Alberto Kempes    | 19 de marzo | 21:30   |
| Newell's Old Boys       | 1 - 0     | San Lorenzo           | Marcelo Bielsa          | 20 de marzo | 18:30   |
| Huracán                 | 0 - 2     | Rosario Central       | Tomás Adolfo Ducó       | 20 de marzo | 21:00   |
| Lanús                   | 0 - 0     | Argentinos Juniors    | Ciudad de Lanús         | 20 de marzo | 21:00   |
| Vélez Sarsfield         | 4 - 0     | Central Córdoba (SdE) | José Amalfitani         | 21 de marzo | 21:00   |

| Fecha 9               | Fecha 9   | Fecha 9                 | Fecha 9                    | Fecha 9     | Fecha 9 |
| Local                 | Resultado | Visitante               | Estadio                    | Fecha       | Hora    |
| --------------------- | --------- | ----------------------- | -------------------------- | ----------- | ------- |
| Defensa y Justicia    | 0 - 0     | Vélez Sarsfield         | Norberto Tomaghello        | 30 de marzo | 20:00   |
| Argentinos Juniors    | 3 - 0     | Godoy Cruz              | Diego Armando Maradona     | 30 de marzo | 21:30   |
| Rosario Central       | 3 - 1     | Gimnasia y Esgrima (LP) | Gigante de Arroyito        | 31 de marzo | 19:00   |
| Estudiantes (LP)      | 3 - 0     | Newell's Old Boys       | Jorge Luis Hirschi         | 31 de marzo | 19:00   |
| River Plate           | 1 - 0     | Unión                   | Monumental                 | 31 de marzo | 21:30   |
| Barracas Central      | 0 - 3     | Boca Juniors            | Claudio Chiqui Tapia       | 1 de abril  | 15:30   |
| San Lorenzo           | 0 - 0     | Independiente           | Nuevo Gasómetro            | 1 de abril  | 19:00   |
| Racing Club           | 2 - 1     | Huracán                 | El Cilindro                | 1 de abril  | 19:30   |
| Tigre                 | 2 - 1     | Lanús                   | Monumental de Victoria     | 1 de abril  | 21:30   |
| Instituto             | 0 - 3     | Talleres (C)            | Juan Domingo Perón         | 2 de abril  | 16:30   |
| Colón                 | 0 - 0     | Atlético Tucumán        | Brigadier Estanislao López | 2 de abril  | 19:00   |
| Banfield              | 0 - 2     | Platense                | Florencio Sola             | 2 de abril  | 21:30   |
| Belgrano              | 0 - 0     | Sarmiento (J)           | Mario Alberto Kempes       | 3 de abril  | 20:00   |
| Central Córdoba (SdE) | 1 - 0     | Arsenal                 | Único Madre de Ciudades    | 3 de abril  | 21:30   |

| Fecha 10                | Fecha 10  | Fecha 10              | Fecha 10                | Fecha 10   | Fecha 10 |
| Local                   | Resultado | Visitante             | Estadio                 | Fecha      | Hora     |
| ----------------------- | --------- | --------------------- | ----------------------- | ---------- | -------- |
| Lanús                   | 3 - 0     | Arsenal               | Ciudad de Lanús         | 7 de abril | 19:00    |
| Platense                | 1 - 0     | Instituto             | Ciudad de Vicente López | 7 de abril | 19:00    |
| Talleres (C)            | 3 - 0     | Barracas Central      | Mario Alberto Kempes    | 7 de abril | 21:30    |
| Vélez Sarsfield         | 3 - 3     | Banfield              | José Amalfitani         | 7 de abril | 21:30    |
| Sarmiento (J)           | 2 - 0     | Argentinos Juniors    | Eva Perón               | 8 de abril | 15:30    |
| Unión                   | 0 - 3     | Belgrano              | 15 de abril             | 8 de abril | 18:00    |
| Gimnasia y Esgrima (LP) | 3 - 1     | Racing Club           | Juan Carmelo Zerrillo   | 8 de abril | 18:00    |
| Defensa y Justicia      | 1 - 2     | Central Córdoba (SdE) | Norberto Tomaghello     | 8 de abril | 20:30    |
| Atlético Tucumán        | 1 - 3     | San Lorenzo           | Monumental José Fierro  | 8 de abril | 20:30    |
| Independiente           | 1 - 2     | Estudiantes (LP)      | Ricardo Bochini         | 9 de abril | 14:00    |
| Godoy Cruz              | 1 - 1     | Tigre                 | Malvinas Argentinas     | 9 de abril | 14:00    |
| Newell's Old Boys       | 0 - 0     | Rosario Central       | Marcelo Bielsa          | 9 de abril | 16:30    |
| Huracán                 | 0 - 3     | River Plate           | Tomás Adolfo Ducó       | 9 de abril | 19:00    |
| Boca Juniors            | 1 - 2     | Colón                 | La Bombonera            | 9 de abril | 21:30    |

| Fecha 11              | Fecha 11  | Fecha 11                | Fecha 11                   | Fecha 11    | Fecha 11 |
| Local                 | Resultado | Visitante               | Estadio                    | Fecha       | Hora     |
| --------------------- | --------- | ----------------------- | -------------------------- | ----------- | -------- |
| Barracas Central      | 1 - 0     | Platense                | Claudio Chiqui Tapia       | 11 de abril | 14:00    |
| Argentinos Juniors    | 5 - 1     | Unión                   | Diego Armando Maradona     | 11 de abril | 19:00    |
| Banfield              | 0 - 3     | Defensa y Justicia      | Florencio Sola             | 11 de abril | 21:30    |
| Instituto             | 1 - 0     | Vélez Sarsfield         | Juan Domingo Perón         | 11 de abril | 21:30    |
| Central Córdoba (SdE) | 1 - 1     | Lanús                   | Único Madre de Ciudades    | 11 de abril | 21:30    |
| San Lorenzo           | 1 - 0     | Boca Juniors            | Nuevo Gasómetro            | 12 de abril | 17:30    |
| Belgrano              | 2 - 0     | Huracán                 | Gigante de Alberdi         | 12 de abril | 19:00    |
| Racing Club           | 0 - 1     | Newell's Old Boys       | El Cilindro                | 12 de abril | 19:30    |
| Estudiantes (LP)      | 0 - 0     | Atlético Tucumán        | Jorge Luis Hirschi         | 12 de abril | 21:30    |
| Rosario Central       | 1 - 0     | Independiente           | Gigante de Arroyito        | 12 de abril | 21:30    |
| Arsenal               | 2 - 3     | Godoy Cruz              | El Viaducto                | 13 de abril | 14:00    |
| Colón                 | 2 - 2     | Talleres (C)            | Brigadier Estanislao López | 13 de abril | 16:30    |
| River Plate           | 3 - 0     | Gimnasia y Esgrima (LP) | Monumental                 | 13 de abril | 19:30    |
| Tigre                 | 1 - 0     | Sarmiento (J)           | Monumental de Victoria     | 13 de abril | 21:30    |

| Fecha 12                | Fecha 12  | Fecha 12              | Fecha 12                | Fecha 12    | Fecha 12 |
| Local                   | Resultado | Visitante             | Estadio                 | Fecha       | Hora     |
| ----------------------- | --------- | --------------------- | ----------------------- | ----------- | -------- |
| Defensa y Justicia      | 1 - 0     | Instituto             | Norberto Tomaghello     | 15 de abril | 16:30    |
| Boca Juniors            | 0 - 1     | Estudiantes (LP)      | La Bombonera            | 15 de abril | 19:00    |
| Huracán                 | 0 - 0     | Argentinos Juniors    | Tomás Adolfo Ducó       | 15 de abril | 21:30    |
| Gimnasia y Esgrima (LP) | 0 - 2     | Belgrano              | Juan Carmelo Zerrillo   | 15 de abril | 21:30    |
| Unión                   | 0 - 0     | Tigre                 | 15 de abril             | 16 de abril | 14:00    |
| Vélez Sarsfield         | 0 - 0     | Barracas Central      | José Amalfitani         | 16 de abril | 14:00    |
| Independiente           | 1 - 1     | Racing Club           | Ricardo Bochini         | 16 de abril | 16:30    |
| Newell's Old Boys       | 0 - 1     | River Plate           | Marcelo Bielsa          | 16 de abril | 19:00    |
| Talleres (C)            | 0 - 0     | San Lorenzo           | Mario Alberto Kempes    | 16 de abril | 21:30    |
| Platense                | 0 - 0     | Colón                 | Ciudad de Vicente López | 17 de abril | 16:30    |
| Sarmiento (J)           | 1 - 0     | Arsenal               | Eva Perón               | 17 de abril | 19:00    |
| Banfield                | 1 - 0     | Central Córdoba (SdE) | Florencio Sola          | 17 de abril | 19:00    |
| Atlético Tucumán        | 2 - 2     | Rosario Central       | Monumental José Fierro  | 17 de abril | 21:30    |
| Godoy Cruz              | 4 - 4     | Lanús                 | Malvinas Argentinas     | 17 de abril | 21:30    |

| Fecha 13              | Fecha 13  | Fecha 13                | Fecha 13                   | Fecha 13    | Fecha 13 |
| Local                 | Resultado | Visitante               | Estadio                    | Fecha       | Hora     |
| --------------------- | --------- | ----------------------- | -------------------------- | ----------- | -------- |
| Colón                 | 2 - 1     | Vélez Sarsfield         | Brigadier Estanislao López | 21 de abril | 20:30    |
| Arsenal               | 2 - 1     | Unión                   | El Viaducto                | 22 de abril | 15:30    |
| Lanús                 | 2 - 1     | Sarmiento (J)           | Ciudad de Lanús            | 22 de abril | 15:30    |
| Central Córdoba (SdE) | 0 - 2     | Godoy Cruz              | Único Madre de Ciudades    | 22 de abril | 20:30    |
| Belgrano              | 1 - 0     | Newell's Old Boys       | Gigante de Alberdi         | 22 de abril | 20:30    |
| San Lorenzo           | 1 - 0     | Platense                | Nuevo Gasómetro            | 23 de abril | 11:00    |
| Rosario Central       | 2 - 2     | Boca Juniors            | Gigante de Arroyito        | 23 de abril | 15:30    |
| Instituto             | 1 - 1     | Banfield                | Juan Domingo Perón         | 23 de abril | 17:30    |
| Estudiantes (LP)      | 1 - 0     | Talleres (C)            | Jorge Luis Hirschi         | 23 de abril | 18:00    |
| River Plate           | 2 - 0     | Independiente           | Monumental                 | 23 de abril | 20:30    |
| Barracas Central      | 0 - 2     | Defensa y Justicia      | Claudio Chiqui Tapia       | 24 de abril | 15:30    |
| Racing Club           | 1 - 3     | Atlético Tucumán        | El Cilindro                | 24 de abril | 19:00    |
| Argentinos Juniors    | 2 - 4     | Gimnasia y Esgrima (LP) | Diego Armando Maradona     | 24 de abril | 21:30    |
| Tigre                 | 1 - 0     | Huracán                 | Monumental de Victoria     | 25 de abril | 19:30    |

| Fecha 14                | Fecha 14  | Fecha 14              | Fecha 14                | Fecha 14    | Fecha 14 |
| Local                   | Resultado | Visitante             | Estadio                 | Fecha       | Hora     |
| ----------------------- | --------- | --------------------- | ----------------------- | ----------- | -------- |
| Platense                | 1 - 2     | Estudiantes (LP)      | Ciudad de Vicente López | 27 de abril | 20:00    |
| Sarmiento (J)           | 1 - 1     | Godoy Cruz            | Eva Perón               | 27 de abril | 20:00    |
| Huracán                 | 2 - 1     | Arsenal               | Tomás Adolfo Ducó       | 28 de abril | 19:00    |
| Newell's Old Boys       | 0 - 0     | Argentinos Juniors    | Marcelo Bielsa          | 28 de abril | 19:00    |
| Atlético Tucumán        | 1 - 1     | River Plate           | Monumental José Fierro  | 28 de abril | 21:30    |
| Vélez Sarsfield         | 0 - 0     | San Lorenzo           | José Amalfitani         | 29 de abril | 14:00    |
| Gimnasia y Esgrima (LP) | 1 - 1     | Tigre                 | Del Bosque              | 29 de abril | 16:30    |
| Instituto               | 0 - 2     | Central Córdoba (SdE) | Juan Domingo Perón      | 29 de abril | 19:00    |
| Banfield                | 0 - 0     | Barracas Central      | Florencio Sola          | 29 de abril | 19:00    |
| Boca Juniors            | 3 - 1     | Racing Club           | La Bombonera            | 29 de abril | 21:30    |
| Defensa y Justicia      | 2 - 0     | Colón                 | Norberto Tomaghello     | 30 de abril | 15:30    |
| Independiente           | 2 - 0     | Belgrano              | Libertadores de América | 30 de abril | 18:00    |
| Unión                   | 1 - 1     | Lanús                 | 15 de abril             | 30 de abril | 19:30    |
| Talleres (C)            | 3 - 1     | Rosario Central       | Mario Alberto Kempes    | 30 de abril | 20:30    |

| Fecha 15              | Fecha 15  | Fecha 15                | Fecha 15                   | Fecha 15  | Fecha 15 |
| Local                 | Resultado | Visitante               | Estadio                    | Fecha     | Hora     |
| --------------------- | --------- | ----------------------- | -------------------------- | --------- | -------- |
| Barracas Central      | 3 - 0     | Instituto               | Claudio Chiqui Tapia       | 5 de mayo | 15:30    |
| Godoy Cruz            | 0 - 0     | Unión                   | Víctor Antonio Legrotaglie | 5 de mayo | 15:30    |
| Lanús                 | 1 - 0     | Huracán                 | Ciudad de Lanús            | 6 de mayo | 15:30    |
| Colón                 | 2 - 0     | Banfield                | Brigadier Estanislao López | 6 de mayo | 18:00    |
| Belgrano              | 1 - 0     | Atlético Tucumán        | Gigante de Alberdi         | 6 de mayo | 18:00    |
| Argentinos Juniors    | 2 - 2     | Independiente           | Diego Armando Maradona     | 6 de mayo | 20:30    |
| Rosario Central       | 4 - 0     | Platense                | Gigante de Arroyito        | 7 de mayo | 14:00    |
| River Plate           | 1 - 0     | Boca Juniors            | Monumental                 | 7 de mayo | 17:30    |
| Tigre                 | 2 - 2     | Newell's Old Boys       | Monumental de Victoria     | 7 de mayo | 21:00    |
| Estudiantes (LP)      | 2 - 0     | Vélez Sarsfield         | Jorge Luis Hirschi         | 7 de mayo | 21:00    |
| Arsenal               | 0 - 1     | Gimnasia y Esgrima (LP) | El Viaducto                | 8 de mayo | 15:30    |
| San Lorenzo           | 0 - 0     | Defensa y Justicia      | Nuevo Gasómetro            | 8 de mayo | 17:00    |
| Racing Club           | 2 - 4     | Talleres (C)            | El Cilindro                | 8 de mayo | 19:30    |
| Central Córdoba (SdE) | 0 - 1     | Sarmiento (J)           | Alfredo Terrera            | 8 de mayo | 21:30    |

| Fecha 16                | Fecha 16  | Fecha 16              | Fecha 16                | Fecha 16   | Fecha 16 |
| Local                   | Resultado | Visitante             | Estadio                 | Fecha      | Hora     |
| ----------------------- | --------- | --------------------- | ----------------------- | ---------- | -------- |
| Huracán                 | 0 - 0     | Godoy Cruz            | Tomás Adolfo Ducó       | 12 de mayo | 20:00    |
| Atlético Tucumán        | 1 - 2     | Argentinos Juniors    | Monumental José Fierro  | 12 de mayo | 21:30    |
| Independiente           | 2 - 1     | Tigre                 | Libertadores de América | 13 de mayo | 15:30    |
| Banfield                | 1 - 2     | San Lorenzo           | Florencio Sola          | 13 de mayo | 18:00    |
| Instituto               | 1 - 0     | Colón                 | Juan Domingo Perón      | 13 de mayo | 20:30    |
| Newell's Old Boys       | 2 - 0     | Arsenal               | Marcelo Bielsa          | 13 de mayo | 20:30    |
| Defensa y Justicia      | 1 - 1     | Estudiantes (LP)      | Norberto Tomaghello     | 14 de mayo | 14:00    |
| Platense                | 3 - 0     | Racing Club           | Ciudad de Vicente López | 14 de mayo | 16:30    |
| Boca Juniors            | 2 - 0     | Belgrano              | La Bombonera            | 14 de mayo | 19:00    |
| Talleres (C)            | 2 - 1     | River Plate           | Mario Alberto Kempes    | 14 de mayo | 21:30    |
| Barracas Central        | 2 - 2     | Central Córdoba (SdE) | Claudio Chiqui Tapia    | 15 de mayo | 15:30    |
| Unión                   | 0 - 2     | Sarmiento (J)         | 15 de abril             | 15 de mayo | 15:30    |
| Gimnasia y Esgrima (LP) | 1 - 0     | Lanús                 | Del Bosque              | 15 de mayo | 18:00    |
| Vélez Sarsfield         | 0 - 0     | Rosario Central       | José Amalfitani         | 15 de mayo | 20:30    |

| Fecha 17              | Fecha 17  | Fecha 17                | Fecha 17                   | Fecha 17   | Fecha 17 |
| Local                 | Resultado | Visitante               | Estadio                    | Fecha      | Hora     |
| --------------------- | --------- | ----------------------- | -------------------------- | ---------- | -------- |
| Arsenal               | 2 - 1     | Independiente           | El Viaducto                | 18 de mayo | 21:00    |
| Godoy Cruz            | 2 - 0     | Gimnasia y Esgrima (LP) | Víctor Antonio Legrotaglie | 19 de mayo | 15:30    |
| Rosario Central       | 2 - 1     | Defensa y Justicia      | Gigante de Arroyito        | 19 de mayo | 19:00    |
| Estudiantes (LP)      | 1 - 0     | Banfield                | Jorge Luis Hirschi         | 19 de mayo | 19:00    |
| Central Córdoba (SdE) | 0 - 1     | Unión                   | Alfredo Terrera            | 19 de mayo | 19:00    |
| Argentinos Juniors    | 0 - 1     | Boca Juniors            | Diego Armando Maradona     | 19 de mayo | 21:30    |
| Racing Club           | 2 - 1     | Vélez Sarsfield         | El Cilindro                | 19 de mayo | 21:30    |
| San Lorenzo           | 2 - 0     | Instituto               | Nuevo Gasómetro            | 20 de mayo | 14:00    |
| Lanús                 | 1 - 0     | Newell's Old Boys       | Ciudad de Lanús            | 20 de mayo | 21:30    |
| Tigre                 | 0 - 0     | Atlético Tucumán        | Monumental de Victoria     | 20 de mayo | 21:30    |
| Belgrano              | 1 - 1     | Talleres (C)            | Gigante de Alberdi         | 21 de mayo | 15:30    |
| Sarmiento (J)         | 0 - 0     | Huracán                 | Eva Perón                  | 21 de mayo | 18:00    |
| Colón                 | 1 - 1     | Barracas Central        | Brigadier Estanislao López | 21 de mayo | 18:00    |
| River Plate           | 2 - 1     | Platense                | Monumental                 | 21 de mayo | 20:30    |

| Fecha 18                | Fecha 18  | Fecha 18              | Fecha 18                           | Fecha 18   | Fecha 18 |
| Local                   | Resultado | Visitante             | Estadio                            | Fecha      | Hora     |
| ----------------------- | --------- | --------------------- | ---------------------------------- | ---------- | -------- |
| Atlético Tucumán        | 1 - 0     | Arsenal               | Monumental José Fierro             | 26 de mayo | 21:30    |
| Gimnasia y Esgrima (LP) | 0 - 0     | Sarmiento (J)         | Del Bosque                         | 27 de mayo | 11:00    |
| Platense                | 1 - 0     | Belgrano              | Ciudad de Vicente López            | 27 de mayo | 18:00    |
| Independiente           | 1 - 1     | Lanús                 | Libertadores de América            | 27 de mayo | 20:30    |
| Barracas Central        | 1 - 0     | San Lorenzo           | Claudio Chiqui Tapia               | 28 de mayo | 14:00    |
| Defensa y Justicia      | 1 - 1     | Racing Club           | Norberto Tomaghello                | 28 de mayo | 16:30    |
| Talleres (C)            | 1 - 0     | Argentinos Juniors    | Mario Alberto Kempes               | 28 de mayo | 16:30    |
| Boca Juniors            | 1 - 0     | Tigre                 | La Bombonera                       | 28 de mayo | 19:00    |
| Newell's Old Boys       | 2 - 0     | Godoy Cruz            | Marcelo Bielsa                     | 28 de mayo | 21:30    |
| Colón                   | 2 - 2     | Central Córdoba (SdE) | Brigadier General Estanislao López | 29 de mayo | 16:30    |
| Huracán                 | 0 - 1     | Unión                 | Tomás Adolfo Ducó                  | 29 de mayo | 19:00    |
| Banfield                | 2 - 0     | Rosario Central       | Florencio Sola                     | 29 de mayo | 19:00    |
| Instituto               | 0 - 0     | Estudiantes (LP)      | Juan Domingo Perón                 | 29 de mayo | 20:00    |
| Vélez Sarsfield         | 2 - 2     | River Plate           | José Amalfitani                    | 29 de mayo | 21:30    |

| Fecha 19              | Fecha 19  | Fecha 19                | Fecha 19               | Fecha 19   | Fecha 19 |
| Local                 | Resultado | Visitante               | Estadio                | Fecha      | Hora     |
| --------------------- | --------- | ----------------------- | ---------------------- | ---------- | -------- |
| Sarmiento (J)         | 0 - 0     | Newell's Old Boys       | Eva Perón              | 1 de junio | 20:00    |
| Arsenal               | 1 - 0     | Boca Juniors            | El Viaducto            | 1 de junio | 21:30    |
| Estudiantes (LP)      | 5 - 2     | Barracas Central        | Jorge Luis Hirschi     | 2 de junio | 19:00    |
| Tigre                 | 1 - 3     | Talleres (C)            | Monumental de Victoria | 2 de junio | 21:30    |
| Argentinos Juniors    | 1 - 0     | Platense                | Diego Armando Maradona | 2 de junio | 21:30    |
| Belgrano              | 2 - 0     | Vélez Sarsfield         | Gigante de Alberdi     | 3 de junio | 14:00    |
| River Plate           | 1 - 0     | Defensa y Justicia      | Monumental             | 3 de junio | 16:30    |
| Rosario Central       | 4 - 1     | Instituto               | Gigante de Arroyito    | 3 de junio | 19:00    |
| Central Córdoba (SdE) | 2 - 0     | Huracán                 | Alfredo Terrera        | 3 de junio | 19:00    |
| Racing Club           | 2 - 0     | Banfield                | El Cilindro            | 3 de junio | 21:30    |
| Unión                 | 2 - 0     | Gimnasia y Esgrima (LP) | 15 de abril            | 4 de junio | 11:00    |
| San Lorenzo           | 0 - 0     | Colón                   | Nuevo Gasómetro        | 4 de junio | 14:00    |
| Godoy Cruz            | 2 - 1     | Independiente           | Malvinas Argentinas    | 4 de junio | 17:00    |
| Lanús                 | 2 - 1     | Atlético Tucumán        | Ciudad de Lanús        | 4 de junio | 21:30    |

| Fecha 20                | Fecha 20  | Fecha 20              | Fecha 20                   | Fecha 20    | Fecha 20 |
| Local                   | Resultado | Visitante             | Estadio                    | Fecha       | Hora     |
| ----------------------- | --------- | --------------------- | -------------------------- | ----------- | -------- |
| Barracas Central        | 0 - 0     | Rosario Central       | Claudio Chiqui Tapia       | 9 de junio  | 15:30    |
| Independiente           | 2 - 0     | Sarmiento (J)         | Libertadores de América    | 9 de junio  | 20:00    |
| Platense                | 1 - 0     | Tigre                 | Ciudad de Vicente López    | 10 de junio | 19:00    |
| Boca Juniors            | 1 - 1     | Lanús                 | La Bombonera               | 10 de junio | 20:00    |
| Talleres (C)            | 1 - 0     | Arsenal               | Mario Alberto Kempes       | 10 de junio | 21:30    |
| Newell's Old Boys       | 1 - 1     | Unión                 | Marcelo Bielsa             | 12 de junio | 14:00    |
| San Lorenzo             | 0 - 0     | Central Córdoba (SdE) | Nuevo Gasómetro            | 12 de junio | 17:00    |
| Banfield                | 1 - 4     | River Plate           | Florencio Sola             | 12 de junio | 19:15    |
| Vélez Sarsfield         | 0 - 1     | Argentinos Juniors    | José Amalfitani            | 12 de junio | 21:45    |
| Instituto               | 1 - 1     | Racing Club           | Juan Domingo Perón         | 12 de junio | 21:45    |
| Colón                   | 1 - 0     | Estudiantes (LP)      | Brigadier Estanislao López | 13 de junio | 18:00    |
| Defensa y Justicia      | 2 - 0     | Belgrano              | Norberto Tomaghello        | 13 de junio | 18:00    |
| Atlético Tucumán        | 2 - 1     | Godoy Cruz            | Monumental José Fierro     | 13 de junio | 20:30    |
| Gimnasia y Esgrima (LP) | 1 - 0     | Huracán               | Del Bosque                 | 13 de junio | 20:30    |

| Fecha 21              | Fecha 21  | Fecha 21                | Fecha 21               | Fecha 21    | Fecha 21 |
| Local                 | Resultado | Visitante               | Estadio                | Fecha       | Hora     |
| --------------------- | --------- | ----------------------- | ---------------------- | ----------- | -------- |
| Estudiantes (LP)      | 1 - 1     | San Lorenzo             | Jorge Luis Hirschi     | 21 de junio | 19:00    |
| Central Córdoba (SdE) | 0 - 0     | Gimnasia y Esgrima (LP) | Alfredo Terrera        | 21 de junio | 21:30    |
| Tigre                 | 2 - 1     | Vélez Sarsfield         | Monumental de Victoria | 22 de junio | 17:00    |
| Racing Club           | 1 - 1     | Barracas Central        | El Cilindro            | 22 de junio | 18:00    |
| River Plate           | 3 - 1     | Instituto               | Monumental             | 22 de junio | 19:45    |
| Godoy Cruz            | 4 - 0     | Boca Juniors            | Malvinas Argentinas    | 22 de junio | 21:45    |
| Huracán               | 1 - 1     | Newell's Old Boys       | Tomás Adolfo Ducó      | 23 de junio | 19:00    |
| Argentinos Juniors    | 3 - 1     | Defensa y Justicia      | Diego Armando Maradona | 23 de junio | 21:30    |
| Unión                 | 3 - 0     | Independiente           | 15 de abril            | 24 de junio | 17:00    |
| Lanús                 | 2 - 1     | Talleres (C)            | Ciudad de Lanús        | 24 de junio | 20:00    |
| Arsenal               | 0 - 2     | Platense                | El Viaducto            | 25 de junio | 15:30    |
| Rosario Central       | 1 - 1     | Colón                   | Gigante de Arroyito    | 25 de junio | 19:00    |
| Sarmiento (J)         | 4 - 1     | Atlético Tucumán        | Eva Perón              | 25 de junio | 20:30    |
| Belgrano              | 3 - 1     | Banfield                | Gigante de Alberdi     | 26 de junio | 20:00    |

| Fecha 22           | Fecha 22  | Fecha 22                | Fecha 22                   | Fecha 22    | Fecha 22 |
| Local              | Resultado | Visitante               | Estadio                    | Fecha       | Hora     |
| ------------------ | --------- | ----------------------- | -------------------------- | ----------- | -------- |
| Platense           | 0 - 1     | Lanús                   | Ciudad de Vicente López    | 30 de junio | 19:00    |
| Vélez Sarsfield    | 1 - 0     | Arsenal                 | José Amalfitani            | 30 de junio | 21:30    |
| Atlético Tucumán   | 1 - 0     | Unión                   | Monumental José Fierro     | 30 de junio | 21:30    |
| Barracas Central   | 2 - 1     | River Plate             | Claudio Chiqui Tapia       | 1 de julio  | 15:00    |
| San Lorenzo        | 1 - 0     | Rosario Central         | Nuevo Gasómetro            | 1 de julio  | 17:30    |
| Estudiantes (LP)   | 1 - 1     | Central Córdoba (SdE)   | Jorge Luis Hirschi         | 1 de julio  | 19:00    |
| Talleres (C)       | 1 - 1     | Godoy Cruz              | Mario Alberto Kempes       | 1 de julio  | 21:30    |
| Independiente      | 1 - 0     | Huracán                 | Libertadores de América    | 2 de julio  | 15:00    |
| Colón              | 0 - 4     | Racing Club             | Brigadier Estanislao López | 2 de julio  | 17:00    |
| Instituto          | 1 - 0     | Belgrano                | Juan Domingo Perón         | 2 de julio  | 19:00    |
| Banfield           | 1 - 0     | Argentinos Juniors      | Florencio Sola             | 2 de julio  | 19:30    |
| Defensa y Justicia | 1 - 0     | Tigre                   | Norberto Tomaghello        | 2 de julio  | 19:30    |
| Boca Juniors       | 2 - 0     | Sarmiento (J)           | La Bombonera               | 2 de julio  | 21:30    |
| Newell's Old Boys  | 2 - 2     | Gimnasia y Esgrima (LP) | Marcelo Bielsa             | 3 de julio  | 20:00    |

| Fecha 23                | Fecha 23  | Fecha 23           | Fecha 23                   | Fecha 23   | Fecha 23 |
| Local                   | Resultado | Visitante          | Estadio                    | Fecha      | Hora     |
| ----------------------- | --------- | ------------------ | -------------------------- | ---------- | -------- |
| Lanús                   | 0 - 1     | Vélez Sarsfield    | Ciudad de Lanús            | 4 de julio | 20:00    |
| Godoy Cruz              | 2 - 1     | Platense           | Víctor Antonio Legrotaglie | 5 de julio | 15:30    |
| Tigre                   | 1 - 2     | Banfield           | Monumental de Victoria     | 5 de julio | 17:00    |
| Rosario Central         | 0 - 0     | Estudiantes (LP)   | Gigante de Arroyito        | 5 de julio | 18:00    |
| Racing Club             | 1 - 1     | San Lorenzo        | El Cilindro                | 5 de julio | 19:30    |
| River Plate             | 2 - 0     | Colón              | Monumental                 | 5 de julio | 21:30    |
| Arsenal                 | 1 - 2     | Defensa y Justicia | El Viaducto                | 6 de julio | 14:00    |
| Unión                   | 0 - 0     | Boca Juniors       | 15 de abril                | 6 de julio | 17:00    |
| Argentinos Juniors      | 0 - 0     | Instituto          | Diego Armando Maradona     | 6 de julio | 19:00    |
| Sarmiento (J)           | 0 - 1     | Talleres (C)       | Eva Perón                  | 6 de julio | 19:00    |
| Belgrano                | 0 - 2     | Barracas Central   | Gigante de Alberdi         | 6 de julio | 21:30    |
| Huracán                 | 0 - 1     | Atlético Tucumán   | Tomás Adolfo Ducó          | 6 de julio | 21:30    |
| Gimnasia y Esgrima (LP) | 1 - 1     | Independiente      | Del Bosque                 | 7 de julio | 19:00    |
| Central Córdoba (SdE)   | 2 - 0     | Newell's Old Boys  | Único Madre de Ciudades    | 7 de julio | 21:30    |

| Fecha 24           | Fecha 24  | Fecha 24                | Fecha 24                   | Fecha 24    | Fecha 24 |
| Local              | Resultado | Visitante               | Estadio                    | Fecha       | Hora     |
| ------------------ | --------- | ----------------------- | -------------------------- | ----------- | -------- |
| Estudiantes (LP)   | 0 - 0     | Racing Club             | Jorge Luis Hirschi         | 8 de julio  | 18:00    |
| San Lorenzo        | 0 - 0     | River Plate             | Nuevo Gasómetro            | 8 de julio  | 20:30    |
| Instituto          | 0 - 1     | Tigre                   | Juan Domingo Perón         | 9 de julio  | 15:30    |
| Platense           | 1 - 0     | Sarmiento (J)           | Ciudad de Vicente López    | 9 de julio  | 15:30    |
| Vélez Sarsfield    | 1 - 1     | Godoy Cruz              | José Amalfitani            | 9 de julio  | 18:00    |
| Banfield           | 0 - 0     | Arsenal                 | Florencio Sola             | 9 de julio  | 20:30    |
| Defensa y Justicia | 2 - 2     | Lanús                   | Norberto Tomaghello        | 9 de julio  | 20:30    |
| Barracas Central   | 0 - 0     | Argentinos Juniors      | Claudio Chiqui Tapia       | 10 de julio | 14:00    |
| Colón              | 0 - 0     | Belgrano                | Brigadier Estanislao López | 10 de julio | 16:30    |
| Boca Juniors       | 1 - 0     | Huracán                 | La Bombonera               | 10 de julio | 19:30    |
| Talleres (C)       | 0 - 0     | Unión                   | Mario Alberto Kempes       | 10 de julio | 21:30    |
| Rosario Central    | 2 - 0     | Central Córdoba (SdE)   | Gigante de Arroyito        | 11 de julio | 18:45    |
| Independiente      | 0 - 2     | Newell's Old Boys       | Libertadores de América    | 11 de julio | 20:00    |
| Atlético Tucumán   | 2 - 0     | Gimnasia y Esgrima (LP) | Monumental de José Fierro  | 11 de julio | 21:30    |

| Fecha 25                | Fecha 25  | Fecha 25           | Fecha 25                | Fecha 25    | Fecha 25 |
| Local                   | Resultado | Visitante          | Estadio                 | Fecha       | Hora     |
| ----------------------- | --------- | ------------------ | ----------------------- | ----------- | -------- |
| Sarmiento (J)           | 1 - 1     | Vélez Sarsfield    | Eva Perón               | 14 de julio | 19:00    |
| Godoy Cruz              | 2 - 2     | Defensa y Justicia | Malvinas Argentinas     | 14 de julio | 19:00    |
| Huracán                 | 0 - 1     | Talleres (C)       | Tomás Adolfo Ducó       | 14 de julio | 21:30    |
| Unión                   | 0 - 0     | Platense           | 15 de abril             | 15 de julio | 14:00    |
| Racing Club             | 1 - 1     | Rosario Central    | El Cilindro             | 15 de julio | 16:00    |
| River Plate             | 3 - 1     | Estudiantes (LP)   | Monumental              | 15 de julio | 19:00    |
| Belgrano                | 0 - 1     | San Lorenzo        | Gigante de Alberdi      | 16 de julio | 14:00    |
| Gimnasia y Esgrima (LP) | 1 - 3     | Boca Juniors       | Del Bosque              | 16 de julio | 16:30    |
| Lanús                   | 2 - 2     | Banfield           | Ciudad de Lanús         | 16 de julio | 19:00    |
| Central Córdoba (SdE)   | 0 - 1     | Independiente      | Único Madre de Ciudades | 16 de julio | 21:30    |
| Argentinos Juniors      | 1 - 0     | Colón              | Diego Armando Maradona  | 16 de julio | 21:30    |
| Tigre                   | 0 - 1     | Barracas Central   | Monumental de Victoria  | 17 de julio | 18:00    |
| Arsenal                 | 0 - 2     | Instituto          | El Viaducto             | 17 de julio | 18:00    |
| Newell's Old Boys       | 0 - 0     | Atlético Tucumán   | Marcelo Bielsa          | 17 de julio | 20:30    |

| Fecha 26           | Fecha 26  | Fecha 26                | Fecha 26                   | Fecha 26    | Fecha 26 |
| Local              | Resultado | Visitante               | Estadio                    | Fecha       | Hora     |
| ------------------ | --------- | ----------------------- | -------------------------- | ----------- | -------- |
| San Lorenzo        | 0 - 2     | Argentinos Juniors      | Nuevo Gasómetro            | 22 de julio | 15:30    |
| Estudiantes (LP)   | 4 - 0     | Belgrano                | Jorge Luis Hirschi         | 22 de julio | 18:00    |
| Platense           | 0 - 1     | Huracán                 | Ciudad de Vicente López    | 22 de julio | 20:30    |
| Atlético Tucumán   | 1 - 0     | Independiente           | Monumental José Fierro     | 23 de julio | 16:30    |
| Defensa y Justicia | 3 - 0     | Sarmiento (J)           | Norberto Tomaghello        | 23 de julio | 18:45    |
| Rosario Central    | 3 - 3     | River Plate             | Gigante de Arroyito        | 23 de julio | 21:00    |
| Vélez Sarsfield    | 0 - 0     | Unión                   | José Amalfitani            | 24 de julio | 16:30    |
| Talleres (C)       | 2 - 2     | Gimnasia y Esgrima (LP) | Mario Alberto Kempes       | 24 de julio | 16:30    |
| Banfield           | 2 - 0     | Godoy Cruz              | Florencio Sola             | 24 de julio | 18:30    |
| Racing Club        | 3 - 1     | Central Córdoba (SdE)   | El Cilindro                | 24 de julio | 19:30    |
| Boca Juniors       | 2 - 1     | Newell's Old Boys       | La Bombonera               | 24 de julio | 20:45    |
| Barracas Central   | 0 - 0     | Arsenal                 | Claudio Chiqui Tapia       | 25 de julio | 15:30    |
| Colón              | 1 - 3     | Tigre                   | Brigadier Estanislao López | 25 de julio | 18:00    |
| Instituto          | 2 - 1     | Lanús                   | Juan Domingo Perón         | 25 de julio | 20:30    |

| Fecha 27                | Fecha 27  | Fecha 27           | Fecha 27                | Fecha 27    | Fecha 27 |
| Local                   | Resultado | Visitante          | Estadio                 | Fecha       | Hora     |
| ----------------------- | --------- | ------------------ | ----------------------- | ----------- | -------- |
| Unión                   | 2 - 0     | Defensa y Justicia | 15 de abril             | 28 de julio | 16:30    |
| Argentinos Juniors      | 2 - 3     | Estudiantes (LP)   | Diego Armando Maradona  | 28 de julio | 16:30    |
| Newell's Old Boys       | 1 - 1     | Talleres (C)       | Marcelo Bielsa          | 28 de julio | 19:00    |
| Belgrano                | 0 - 0     | Rosario Central    | Gigante de Alberdi      | 28 de julio | 19:00    |
| River Plate             | 2 - 1     | Racing Club        | Monumental              | 28 de julio | 21:30    |
| Central Córdoba (SdE)   | 0 - 2     | Atlético Tucumán   | Único Madre de Ciudades | 29 de julio | 14:30    |
| Sarmiento (J)           | 0 - 0     | Banfield           | Eva Perón               | 29 de julio | 15:00    |
| Independiente           | 0 - 2     | Boca Juniors       | Libertadores de América | 29 de julio | 17:00    |
| Tigre                   | 2 - 0     | San Lorenzo        | Monumental de Victoria  | 29 de julio | 20:00    |
| Arsenal                 | 2 - 0     | Colón              | El Viaducto             | 30 de julio | 15:00    |
| Lanús                   | 2 - 0     | Barracas Central   | Ciudad de Lanús         | 30 de julio | 15:00    |
| Huracán                 | 1 - 0     | Vélez Sarsfield    | Tomás Adolfo Ducó       | 30 de julio | 17:30    |
| Gimnasia y Esgrima (LP) | 1 - 1     | Platense           | Del Bosque              | 30 de julio | 17:30    |
| Godoy Cruz              | 4 - 2     | Instituto          | Malvinas Argentinas     | 30 de julio | 20:00    |

| 1. 2. 3. |

## Clasificación a la Copa Libertadores 2024
Argentina tuvo seis cupos en la Copa Libertadores 2024, de los cuales este torneo clasificó al campeón como Argentina 1.

## Descensos y ascensos
Al finalizar la temporada, con la conclusión de la Fase de zonas de la Copa de la Liga Profesional 2023, se produjeron los descensos de Arsenal, último en la tabla de descenso por promedio y en la tabla general de la temporada, y Colón, que compartió el penúltimo puesto en esta última con Gimnasia y Esgrima y perdió el partido de desempate. 
A su vez, ascendieron el campeón de la Primera Nacional 2023, Independiente Rivadavia, y el ganador del torneo reducido por el segundo ascenso, Deportivo Riestra.

## Goleadores
| Jugador           | Equipo             | Goles | Jugada | Cabeza | T. libre | Penal | PJ |
| ----------------- | ------------------ | ----- | ------ | ------ | -------- | ----- | -- |
| Michael Santos    | Talleres (C)       | 13    | 13     | 0      | 0        | 0     | 24 |
| Pablo Vegetti     | Belgrano           | 13    | 6      | 5      | 0        | 2     | 27 |
| Gabriel Ávalos    | Argentinos Juniors | 12    | 7      | 1      | 0        | 4     | 25 |
| Lucas Beltrán     | River Plate        | 12    | 8      | 1      | 0        | 3     | 25 |
| Nicolás Fernández | Defensa y Justicia | 12    | 9      | 0      | 0        | 3     | 26 |

Fuente: Estadísticas-AFA

## Entrenadores
| Listado de entrenadores | Listado de entrenadores                             | Listado de entrenadores |
| Equipo | Entrenador                                          | Fechas                  |
| --- | --------------------------------------------------- | ----------------------- |
| Argentinos Juniors | Gabriel Milito                                      | 1.ª a 27.ª              |
| Arsenal | Carlos David Ruiz                                   | 1.ª a 15.ª              |
| Arsenal | Darío Espínola (interino)                           | 16.ª y 17.ª             |
| Arsenal | Federico Vilar                                      | 18.ª a 27.ª             |
| Atlético Tucumán | Lucas Pusineri                                      | 1.ª a 22.ª              |
| Atlético Tucumán | Sergio Gómez Favio Orsi                             | 23.ª a 27.ª             |
| Banfield | Javier Sanguinetti                                  | 1.ª a 15.ª              |
| Banfield | Julio César Falcioni                                | 16.ª a 27.ª             |
| Barracas Central | Rodolfo de Paoli                                    | 1.ª a 11.ª              |
| Barracas Central | Sergio Rondina                                      | 12.ª a 27.ª             |
| Belgrano | Guillermo Farré                                     | 1.ª a 27.ª              |
| Boca Juniors | Hugo Ibarra                                         | 1.ª a 8.ª               |
| Boca Juniors | Mariano Herrón (interino)                           | 9.ª y 10.ª              |
| Boca Juniors | Jorge Almirón                                       | 11.ª a 27.ª             |
| Central Córdoba (SdE) | Leonardo Madelón                                    | 1.ª a 27.ª              |
| Colón | Marcelo Saralegui                                   | 1.ª a 4.ª               |
| Colón | Néstor Gorosito                                     | 5.ª a 27.ª              |
| Defensa y Justicia | Julio Vaccari                                       | 1.ª a 27.ª              |
| Estudiantes (LP) | Abel Balbo                                          | 1.ª a 6.ª               |
| Estudiantes (LP) | Eduardo Domínguez                                   | 7.ª a 27.ª              |
| Gimnasia y Esgrima (LP) | Sebastián Romero                                    | 1.ª a 27.ª              |
| Godoy Cruz | Diego Flores                                        | 1.ª a 10.ª              |
| Godoy Cruz | Daniel Oldrá (interino)                             | 11.ª a 27.ª             |
| Huracán | Diego Dabove                                        | 1.ª a 15.ª              |
| Huracán | Sebastián Battaglia                                 | 16.ª a 21.ª             |
| Huracán | Ariel Broggi (interino) Claudio Cabrera (interino)  | 22.ª                    |
| Huracán | Diego Martínez                                      | 23.ª a 27.ª             |
| Independiente | Leandro Stillitano                                  | 1.ª a 8.ª               |
| Independiente | Pedro Monzón (interino)                             | 9.ª a 11.ª              |
| Independiente | Ricardo Zielinski                                   | 12.ª a 27.ª             |
| Instituto | Lucas Bovaglio                                      | 1.ª a 19.ª              |
| Instituto | Diego Dabove                                        | 20.ª a 27.ª             |
| Lanús | Frank Darío Kudelka                                 | 1.ª a 27.ª              |
| Newell's Old Boys | Gabriel Heinze                                      | 1.ª a 27.ª              |
| Platense | Martín Palermo                                      | 1.ª a 27.ª              |
| Racing Club | Fernando Gago                                       | 1.ª a 27.ª              |
| River Plate | Martín Demichelis                                   | 1.ª a 27.ª              |
| Rosario Central | Miguel Ángel Russo                                  | 1.ª a 27.ª              |
| San Lorenzo | Rubén Darío Insúa                                   | 1.ª a 27.ª              |
| Sarmiento (J) | Israel Damonte                                      | 1.ª a 27.ª              |
| Talleres (C) | Javier Gandolfi                                     | 1.ª a 27.ª              |
| Tigre | Diego Martínez                                      | 1.ª a 20.ª              |
| Tigre | Juan Manuel Sara                                    | 21.ª a 27.ª             |
| Unión | Gustavo Munúa                                       | 1.ª a 9.ª               |
| Unión | Marcelo Mosset (interino)                           | 10.ª y 11.ª             |
| Unión | Sebastián Méndez                                    | 12.ª a 21.ª             |
| Unión | Cristian González                                   | 22.ª a 27.ª             |
| Vélez Sarsfield | Alexander Medina                                    | 1.ª a 5.ª               |
| Vélez Sarsfield | Marcelo Bravo (interino) Hernán Manrique (interino) | 6.ª                     |
| Vélez Sarsfield | Ricardo Gareca                                      | 7.ª a 16.ª, 18.ª y 19.ª |
| Vélez Sarsfield | Marcelo Bravo (interino)                            | 17.ª, 20.ª y 21.ª       |
| Vélez Sarsfield | Sebastián Méndez                                    | 22.ª a 27.ª             |
| 1. 2. 3. 4. 5. 6. 7. 8. 9. 10. 11. 12. 13. 14. 15. 16. 17. 18. 19. 20. 21. 22. 23. 24. 25. 26. 27. 28. 29. 30. 31. 32. 33. 34. 35. 36. 37. 38. 39. |                                                     |                         |